# Svanbergita
La svanbergita es un mineral de la clase de los minerales fosfatos, y dentro de esta pertenece al llamado “grupo de la alunita”. Fue descubierta en 1851 en una mina de Torsby, en la provincia de Värmland (Suecia), siendo nombrada así en honor de Lars F. Svanberg, mineralogista sueco. Un sinónimo poco usado es hartita.

## Características químicas
Es un fosfato hidroxilado y anhidro de estroncio y aluminio, con aniones adicionales de sulfato.
Forma una serie de solución sólida con la woodhouseíta (CaAl3(SO4)(PO4)(OH)6), en la que la sustitución gradual del estroncio por calcio va dando los distintos minerales de la serie.
Además de los elementos de su fórmula, suele llevar como impureza algo de calcio.

## Formación y yacimientos
Es un mineral secundario que se forma como producto de la alteración de rocas sulfatos en vetas hidrotermales y yacimientos de minerales diseminados, reemplazando al apatito, comúnmente en depósitos metamórficos de grado medio con aluminio. También se ha encontrado en depósitos de roca bauxita.
Suele encontrarse asociado a otros minerales como: pirofilita, cianita, andalucita, lazulita, augelita, alunita, caolinita o cuarzo.